# 弗拉米尼奧-人民廣場站
弗拉米尼奧-人民廣場站（義大利語：Flaminio - Piazza del Popolo）是羅馬地鐵A線的一個車站。弗拉米尼奧-人民廣場站開通於1980年，位於人民廣場的附近。該站附近有義大利鐵路的車站。

## 外部連結
维基共享资源上的相關多媒體資源：弗拉米尼奧-人民廣場站
- Flaminio underground station on the Rome public transport site (in Italian)
- Flaminio mainline station on the Rome public transport site (in Italian)